# Castel Giorgio
Castel Giorgio è un comune italiano di 2 005 abitanti della provincia di Terni in Umbria. È situato sull'Altopiano dell'Alfina, al confine con il Lazio.

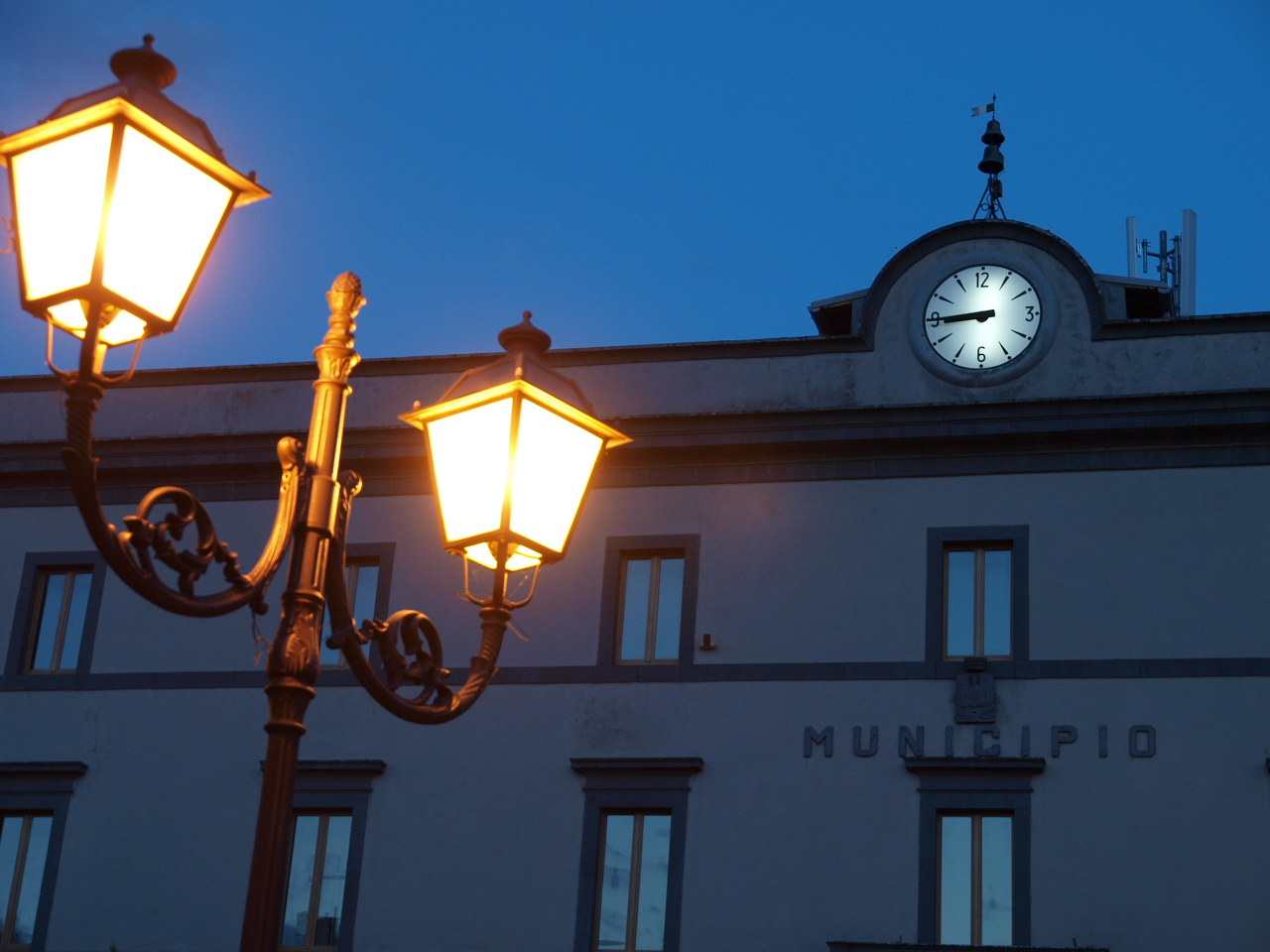
Municipio

Castel Giorgio è considerata la "Capitale Europea del Football Americano" poiché è sede dello stadio Vince Lombardi, primo impianto in Italia e in Europa ideato e realizzato per lo sport della "palla ovale".

## Geografia fisica

### Territorio
Il paese di Castel Giorgio, che si trova ad un'altitudine di 560 metri sul livello del mare, si estende sull'Altopiano dell'Alfina, all'estremo sud-ovest della Regione Umbria, ai confini con Lazio e Toscana. Il paese, che fa parte del comprensorio Orvietano, è vicinissimo al lago di Bolsena e non lontano dal Monte Amiata. All'interno del territorio comunale è situato il Poggio del Torrone, la vetta più alta dei Monti Volsini, 690 m. slm. catena collinare di origine vulcanica situata intorno al bacino del Lago di Bolsena.
Castel Giorgio fa parte della Comunità Montana Orvietano Narnese Amerino Tuderte.

### Clima
Classificazione climatica: zona E, 2382 GR/G

## Storia
Castel Giorgio venne fondato nel 1477 dall'allora vescovo di Orvieto Giorgio della Rovere, originario di Parma, che da quella città portò una colonia di agricoltori per popolare la zona fino ad allora disabitata, anche se insediamenti urbani erano esistenti fin già dal periodo etrusco e medioevale. Si hanno notizie infatti di rinvenimenti di tombe etrusche in località Fattoraccio, nella necropoli etrusca del Lacuscello (III-II secolo a.C.), al Citerno e al poggio del Torrone. Abitazioni e coloni erano presenti anche intorno ai Castelli di Montalfina e Pecorone, preesistenti già intorno all'anno 1100. Il territorio ha avuto successivamente una frequentazione romana come testimoniano i ruderi di alcune ville e i resti del tracciato della Via Traiana Nova e Via Cassia a seguito degli spostamenti della popolazione verso Velzna Volsinii (Orvieto-Bolsena) e verso Chiusi. Castel Giorgio nasce nel Piviere di San Donato, antica Rettoia all'interno della quale si trovava la Villa Vallochi che potrebbe essere considerata la vecchia chiesa di Castel Giorgio. Giorgio della Rovere dunque, fece edificare un castello, poi distrutto da guerre e terremoti che fu fatto riedificare, come palazzo, nel 1620, dal cardinale Giacomo Sannesio, per essere adibito a residenza estiva di vescovi e prelati orvietani e adiacente alla chiesa parrocchiale. Fino al 1550 circa, infatti, i parenti del della Rovere, con lo scopo di allargare i propri possedimenti intorno a Castel Giorgio iniziarono una serie di guerre con i paesi limitrofi (Castel Rubello, Castel Viscardo, Benano, etc.), portando spesso tali guerre, al saccheggio ad a parziale distruzione del castello originario. Nel 1581 la Comunità venne dotata di un proprio Statuto pur continuando a rimanere, fino praticamente all'unificazione al Regno d'Italia, sotto la baronia dei vescovi orvietani. Per la sua posizione strategica Castel Giorgio ospitò nel 1642 personaggi storici illustri per un tentativo di componimento delle vicende belliche della guerra per il Ducato di Castro. Nel 1695 un violento terremoto sconvolse il paese allarmando tutta la popolazione che al tempo era di circa mille abitanti. Nel 1743 il paese subì il passaggio delle truppe spagnole dirette a Napoli. Nel 1798 Castel Giorgio viene invaso dalle truppe francesi ed inserito nel "Cantone di Orvieto" della Repubblica romana; la dominazione napoleonica sul paese durò fino al 1814 quando il Comune fu inserito nel distretto della Delegazione di Viterbo. La consistenza urbanistica del paese, all'epoca, era formata dalla chiesa parrocchiale con l'annesso palazzo vescovile e da case sparse su tutto il territorio. L'11 settembre 1860 Castel Giorgio fu liberato dalla denominazione pontificia anche se solo l'anno successivo fu proclamata l'annessione al Regno d'Italia dopo un periodo di governo provvisorio. Nel 1876 fu edificato l'attuale palazzo comunale e il paese andò acquistando la configurazione topografica come attualmente.
Nel 1970, per volere del sindaco Giuseppe Calistri, è stato costruito lo stadio Vince Lombardi, primo impianto in Italia e in Europa destinato allo sport del football americano; grazie ad esso Castel Giorgio è diventato per antonomasia "Capitale Europea del Football Americano".

### Simboli
(D.P.R. 19 maggio 1950)
Il gonfalone, concesso con D.P.R. del 20 gennaio 1967, è un drappo interzato in palo di verde, di giallo, e d'azzurro.

## Monumenti e luoghi d'interesse

### Palazzo Sannesio
Fu eretto nel 1477 (data della fondazione del paese), come castello costruito da Giorgio della Rovere. Negli anni subì molte vicissitudini che lo danneggiarono: dalla guerra con Castel Rubello nei primi anni dopo la costruzione al passaggio delle truppe di Carlo VIII, all'incendio del 1497 e al forte terremoto negli anni 1505 e 1511. Fu il cardinale Giacomo Sannesio, nel 1610, che decise di ristrutturare completamente l'edificio, rendendolo sede di villeggiatura per i porporati e i prelati che volevano ristorarsi dal caldo di Orvieto come risulta dalla lapide posta sul retro del Palazzo stesso. La funzione del "palazzo Sannesio" è durata fino agli anni '50 del secolo scorso: dopo tale funzione, ha ospitato le scuole medie fino al 2007, mentre adesso è sede della biblioteca comunale con annessa sala al piano terra per riunioni e incontri.

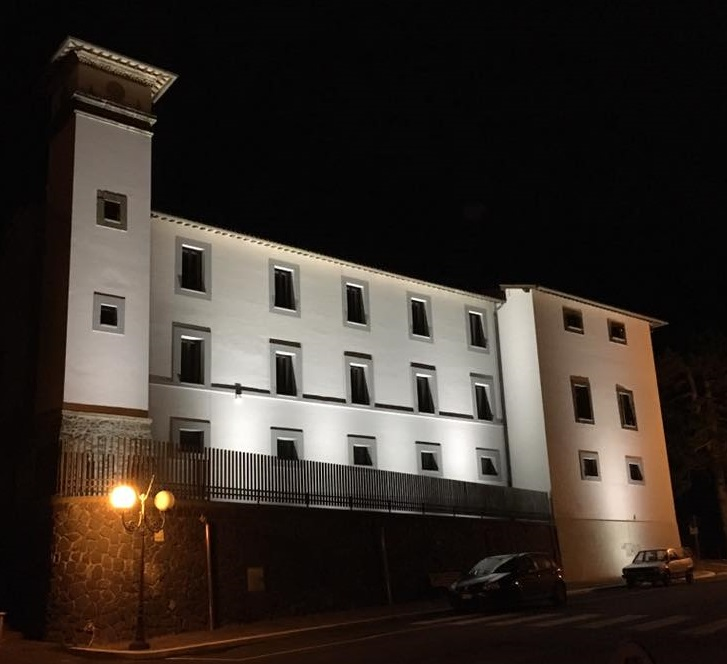
Palazzo Sannesio illuminato.

### Chiesa di San Pancrazio Martire
La chiesa parrocchiale di Castel Giorgio, databile al XVII secolo, ubicata al centro del paese in Piazza Giorgio della Rovere, è dedicata al culto del patrono San Pancrazio Martire.
L'interno ha una sola navata con cappelle laterali ed abside semicircolare, un arco trionfale separa l'area absidale dal resto della chiesa, nella terza cappella laterale si trova l'altare in granito proveniente da Orvieto.

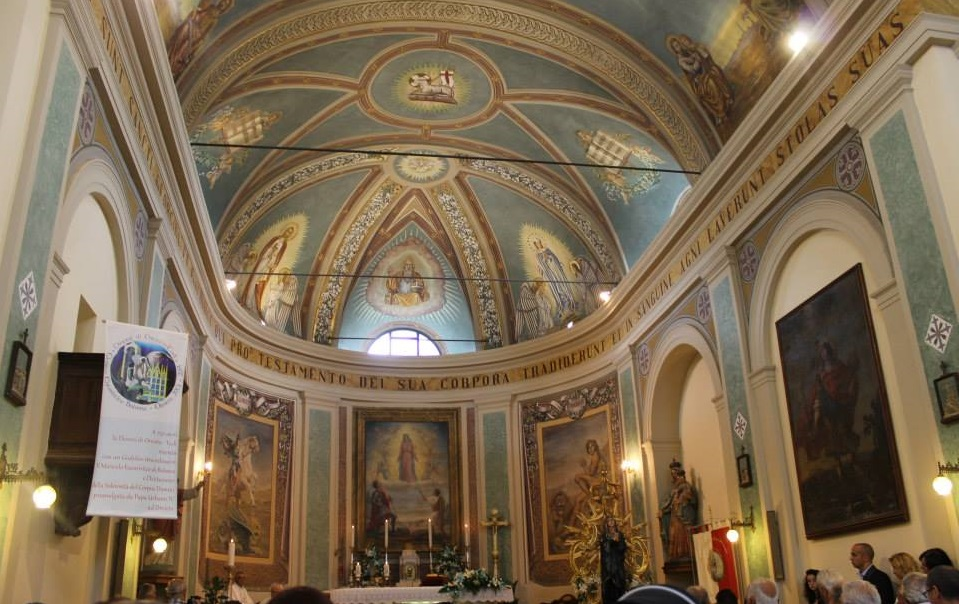
Interno della Chiesa di San Pancrazio Martire

La rossa facciata è suddivisa da quattro lesene poste, a gruppi di due, a sostegno del timpano aggettante di coronamento. In basso si apre un semplice portale architravato e, al centro, una piccola finestra quadrata, entrambi ornati da una cornice in stucco. In seguito agli eventi sismici del maggio 2016, la facciata è stata restaurata.

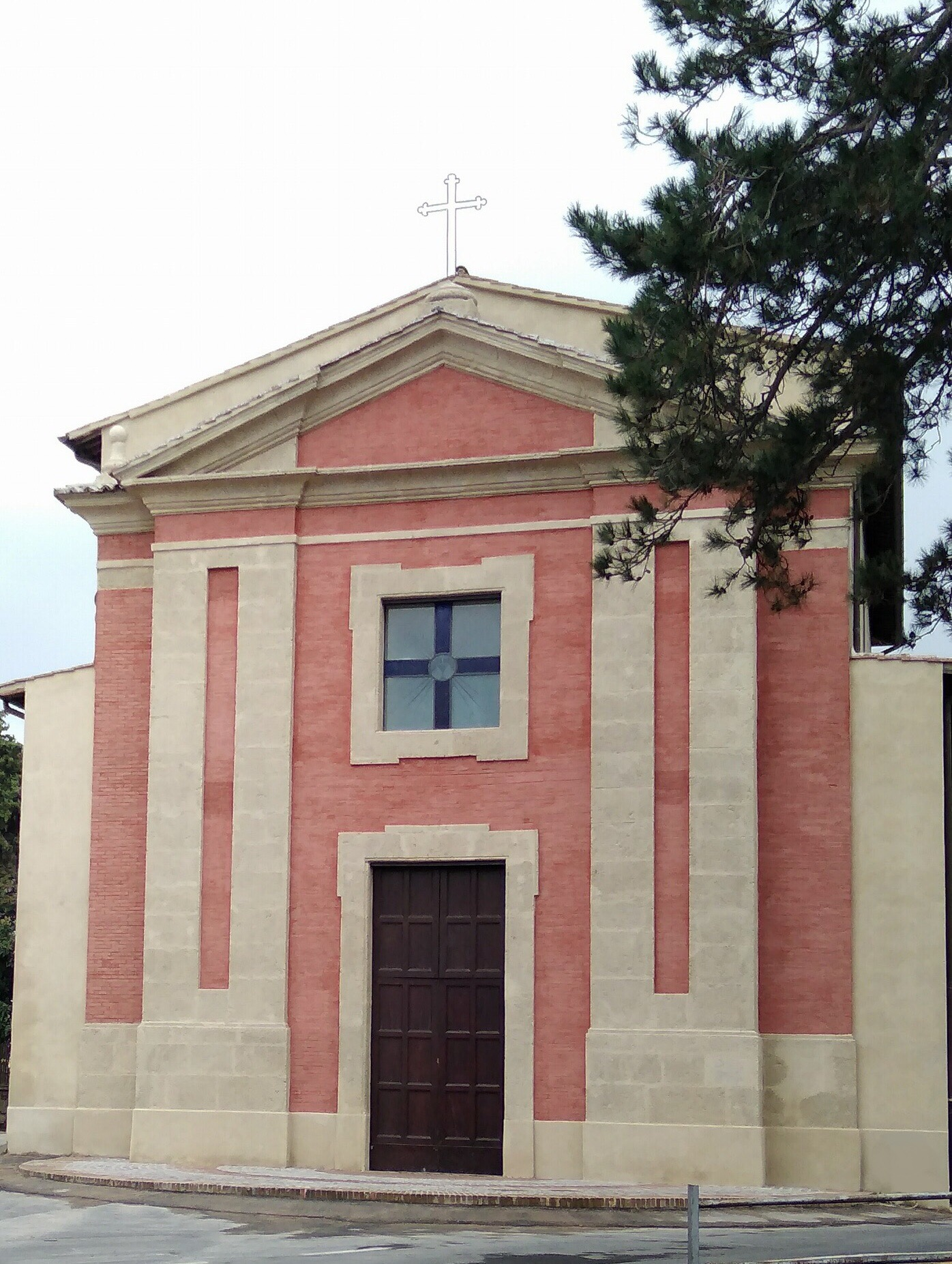
Chiesa San Pancrazio Martire

### Fontana della Piazza del Comune
Nel 1910 l'allora sindaco Vittorio Davoli espletò un bando per la costruzione di un nuovo acquedotto: il progetto vincitore prevedeva di portare l'acqua necessaria dalla sorgente di Trischi, molto al di sotto del livello del paese. L'ing. Raniero Mengarelli progettualizzò allora il sistema detto "a colpo d'ariete", sistema idraulico che spingeva l'acqua in alto e che rimase in vigore fino agli anni intorno al 1930 (poi sostituito con motori a scoppio). Il lavoro fu ultimato ed inaugurato nel 1912 unitamente alla fontana in piazza, realizzata con il contributo economico della famiglia Prudenzi. L'inaugurazione della citata fontana, che ancora oggi rappresenta un emblema del paese, avvenne nella circostanza della festività del compatrono san Giorgio nel contesto di una coinvolgente festa di popolo. La fontana ha subito lavori di restauro negli anni 2013 - 2014.

### Pietre lanciate
Le Pietre lanciate sono formazioni vulcaniche di natura piroclastica accessibili solo agli esperti del trekking.

## Società

### Evoluzione demografica
Abitanti censiti

### Tradizioni e folclore
- Antica tradizione del maggio - Il pomeriggio dell'11 maggio di ogni anno, in occasione della festa patronale di san Pancrazio, si alza l'albero del maggio, un palo di legno alto circa 20 metri ripulito della corteccia. Precedentemente avviene il trasporto dell'albero che sfila per le vie del paese trainato da buoi. L'arzata avviene a mani, con funi, forcine, cavi, pali. Il giorno successivo - giorno del patrono - dopo la processione si ranca sul palo per acquisirne i doni che sono in cima. La tradizione del "maggio" risale al 1600 ed è legata - come altre tradizioni dell'albero della cuccagna - ai culti arborei. (Per una più esaustiva descrizione della tradizione castelgiorgese del maggio è opportuna la lettura della pubblicazione della locale biblioteca "La festa del maggio").

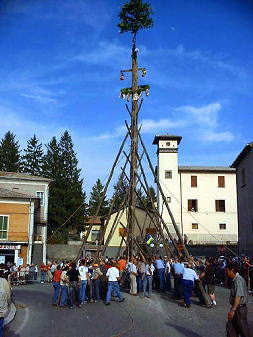
"Arzata" del Maggio.

## Amministrazione

### Gemellaggi
Il Comune di Castel Giorgio ha firmato un patto di amicizia con il Comune di Parma in data 18 settembre 1977.

## Economia e cultura
Le attività produttive sono legate al settore terziario. Il paese è coinvolto da un fenomeno di pendolarismo verso i centri limitrofi. Il paesaggio ha permesso la fioritura di attività destinate al soggiorno turistico e residenziale. Altre attività produttive sono collegate al commercio della legna.
Operano del Comune diverse Associazioni sociali, culturali e ricreative e sportive. Il Centro sociale, la Pro Loco, il Gruppo Archeologico dell'alfina, la Banda musicale, l'Ass. Altopiano, la Fratellanza di san Pancrazio, l" Antica tradizione del maggio ed altre.

### Amministrazione
Il sindaco in carica dal giugno 2016 è Andrea Garbini.

## Sport

### Football Americano
Nello stadio Vince Lombardi di Castel Giorgio, realizzato in tempi record dall'allora sindaco Giuseppe Calistri con la collaborazione del nipote Gianfranco Calistri e di Marcello Loprencipe, si svolse, dal 19 luglio al 21 settembre 1980, il primo campionato italiano di football americano organizzato dalla Lega Italiana Football (LIF). Tra le squadre, i Gladiatori Roma, i Lupi Roma, i Diavoli Milano e i Tori Torino. La prima partita della nazionale si svolse il 14 giugno 1981 nello stesso stadio, con il risultato di Italia 0 - Germania 12; sempre nello stesso stadio, nel 1983, la nazionale azzurra vinse il primo campionato europeo.
Lo stadio di Castel Giorgio fu il primo stadio italiano ad essere fornito delle porte originali a "Y" usate anche nella NFL in America donate dalla squadra americana dei Green Bay Packers.
È per questo motivo che Castel Giorgio è stato per antonomasia "Capitale Europea del Football Americano".
Dopo un periodo di inattività durato circa 30 anni (dal 1985 al 2015) in cui lo stadio non è stato più utilizzato da squadre di football americano ma convertito in campo da calcio per le squadre locali, nel 2016, grazie alla collaborazione tra amministrazione comunale e FIDAF, il "Vince Lombardi" è tornato ad essere il tempio europeo del football americano per una tre giorni di eventi chiamata "Il Ritorno dei Supermen". Per l'occasione è stato realizzato anche il "MUFA", il museo del football americano, unico in Italia.

### Long Casting
Castel Giorgio ha ospitato negli anni 2013 e 2014 i campionati mondiali di Long Casting (lancio tecnico) presso il campo federale in località "La Torraccia". Nel 2015, nel medesimo campo, si sono tenuti i campionati italiani.